# Petrocoptis crassifolia
Petrocoptis crassifolia es un especie de planta de la  familia de las cariofiláceas.

## Descripción
Petrocoptis crassifolia mide de 2 a 5 dm de altura, glauca, con hojas opuestas, formando falsas rosetas. Las hojas son algo rígidas y carnosas, las basales con peciolo largo y la máxima anchura hacia el ápice, y las caulinares con la máxima anchura hacia la base. Las flores son color púrpura muy pálido o rosado con pétalos ligramente escotados. Tiene un cáliz blancuzco de 9 a 13 mm de largo. Sus semillas son maduras y de hasta 2 mm de diámetro, negras, de testa rugosa y poco brillante. Con un penacho (estrofíolo) de pelos gruesos y cortos, engordados de la punta (claviformes).

## Distribución y hábitat
Esta especie crece en roquedos extraplomados y declives calizos, entre 700 y 2100 m s. n. m. en el Pirineo central. 
Florece entre abril y agosto.
Es una especie de interés especial en Aragón.
Las mejores poblaciones de esta especie se encuentran en el Parque Nacional de Ordesa y Monte Perdido, principalmente en el cañón de Añisclo.

## Taxonomía
Petrocoptis crassifolia fue descrita por Georges C.Chr. Rouy y publicado en Illustrationes Plantarum Europae Rariorum 26. 1895.